# 孟加拉白虎

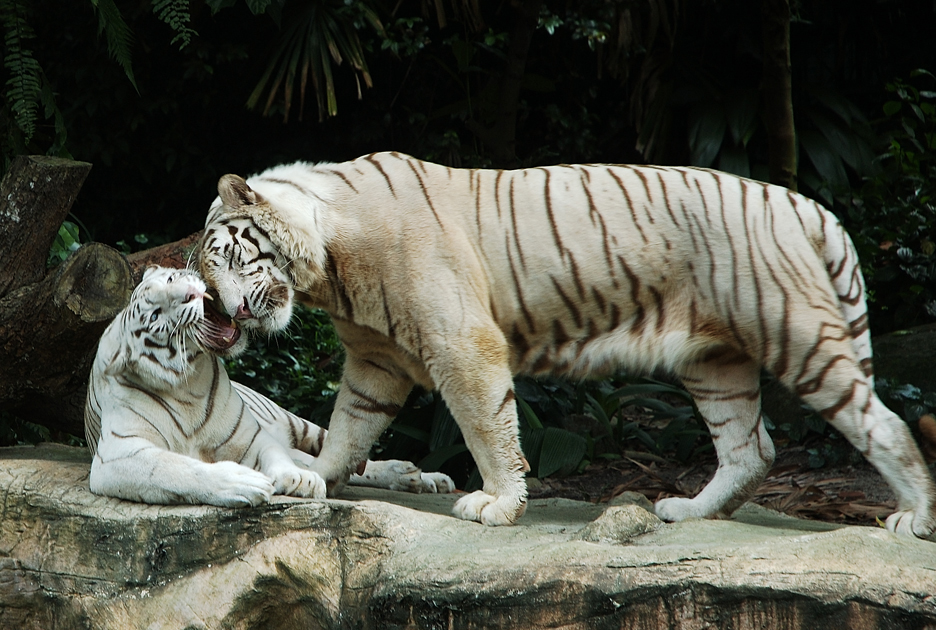
新加坡动物园饲养的一对白虎，右邊的個體带有些许黄色体毛

白虎是虎的特殊变异色型，由于一对隐性基因的突变，导致孟加拉虎原本的赤黄色体毛变为白色。除孟加拉虎以外，東北虎也有出現白變的情況。
華南虎也有出現白變的情況，中国古代稱之爲 䖑、甝或 䖔。
第一只野生孟加拉白虎于1951年在印度被发现并捕获，被取名为“莫罕”。世界上现有的几百只白虎全都是它的子孙。由于白虎的颜色特殊，有极高的观赏价值，因此在全世界的动物园和马戏团里都很受欢迎，也是富豪飼養珍寵的選項，使得繁育的幼虎也是身價非凡。著名的拉斯维加斯表演组合齐格飞与罗伊的招牌戏就是白虎表演。

## “白色”基因

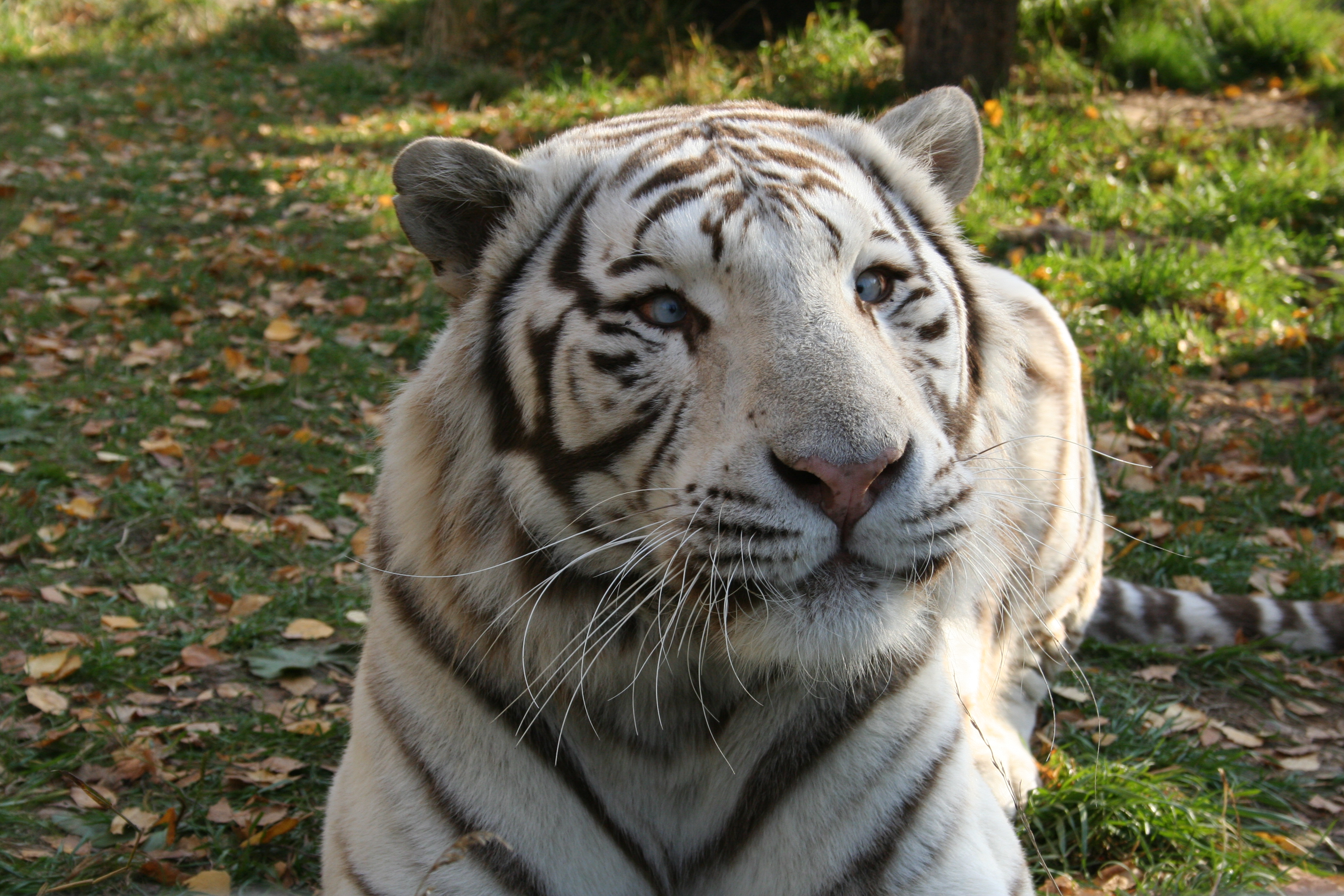
一隻患有斜視問題的白虎

孟加拉白虎经常被误解成患上白化症，其实不然。真正患上白化症的老虎身上不会有条纹。而孟加拉白虎有正常的黑色或深褐色的条纹。白虎之所以有白底的毛发是由于基因突变。突变后的基因是隐性的，即使父母雙方都帶有白色隱性等位基因，也只有四分之一的機率產生白色的老虎，白老虎因為太顯眼，在野外很難生存。具体而言，白虎是由决定色素的基因SLC45A2基因的一个氨基酸突变（A477V）所致 。
已知只有孟加拉虎拥有上述的隐性基因，但目前许多人工饲养的白虎都是孟加拉虎和东北虎的混种。這是由于基因库有限，一对白虎交配产下的后代往往有许多健康问题，如斜视、较弱的抵抗力等，導致額外的照顧是必須的，不過大部分受到人類圈養的個體都能滿足這個條件。

## 历史
第一隻野生孟加拉白虎於1951年在印度被當地的一位土王摩诃拉伽（意即“伟大的国王”）馬爾坦德·辛格发现，當時馬爾坦德正在打猎。小白虎被發現时只有9個月大。馬爾坦德把这只特别的小虎带回王宫，并为它取名為“莫罕”，意即“令人迷惑者”。自此之後，也有一些在野外目擊白虎的报告，但無一获得证实。
在历史中，中国、韩国、尼泊尔及一些东南亚国家的文献也有记载关于白虎的文字。白虎在中国传统文化中是四象之一，根据五行学说，它是代表西方的灵兽，所以现在的中国大陆动物园都很热衷于繁育白虎等“吉祥异兽”。白虎是一个神圣的老虎。

## 文化中的白虎
- 小虎還鄉
- 文豪野犬中的中島敦
- 皇后的品格中，大韓帝國的象徵

## 延伸阅读
- 金虎（英语：golden tiger）
- 黑虎（英语：Black tiger）
- 白狮
- 黑豹
- 白豹（英语：White panther）
- 王獵豹
- 白灵熊